# Paseo Simón Abril
El paseo Simón Abril o paseo Pedro Simón Abril es una importante vía de la ciudad española de Albacete. Sus 500 metros de longitud bordean al oeste el céntrico parque Abelardo Sánchez, que, con sus 120 000 m², es el parque urbano más grande de la capital.

## Toponimia
Recibe su nombre en honor al prestigioso humanista, helenista, pedagogo, religioso y traductor albaceteño Pedro Simón Abril (1530-1595).

## Situación
El paseo Simón Abril bordea al oeste el parque Abelardo Sánchez, que, con sus 120 000 m², es el parque urbano más grande de la ciudad, situado en pleno Centro, siendo una de las cuatro vías que lo rodean junto con la avenida de España, al este, la calle Arcángel San Gabriel, al sur, y la calle La Estrella, al suroeste.
Tiene una longitud de 477 metros. Se extiende desde la plaza de Gabriel Lodares, al noreste, hasta las calles La Estrella y Arquitecto Vandelvira, al suroeste. Se trata de una calle comercial y residencial de clase alta.

## Historia y lugares de interés

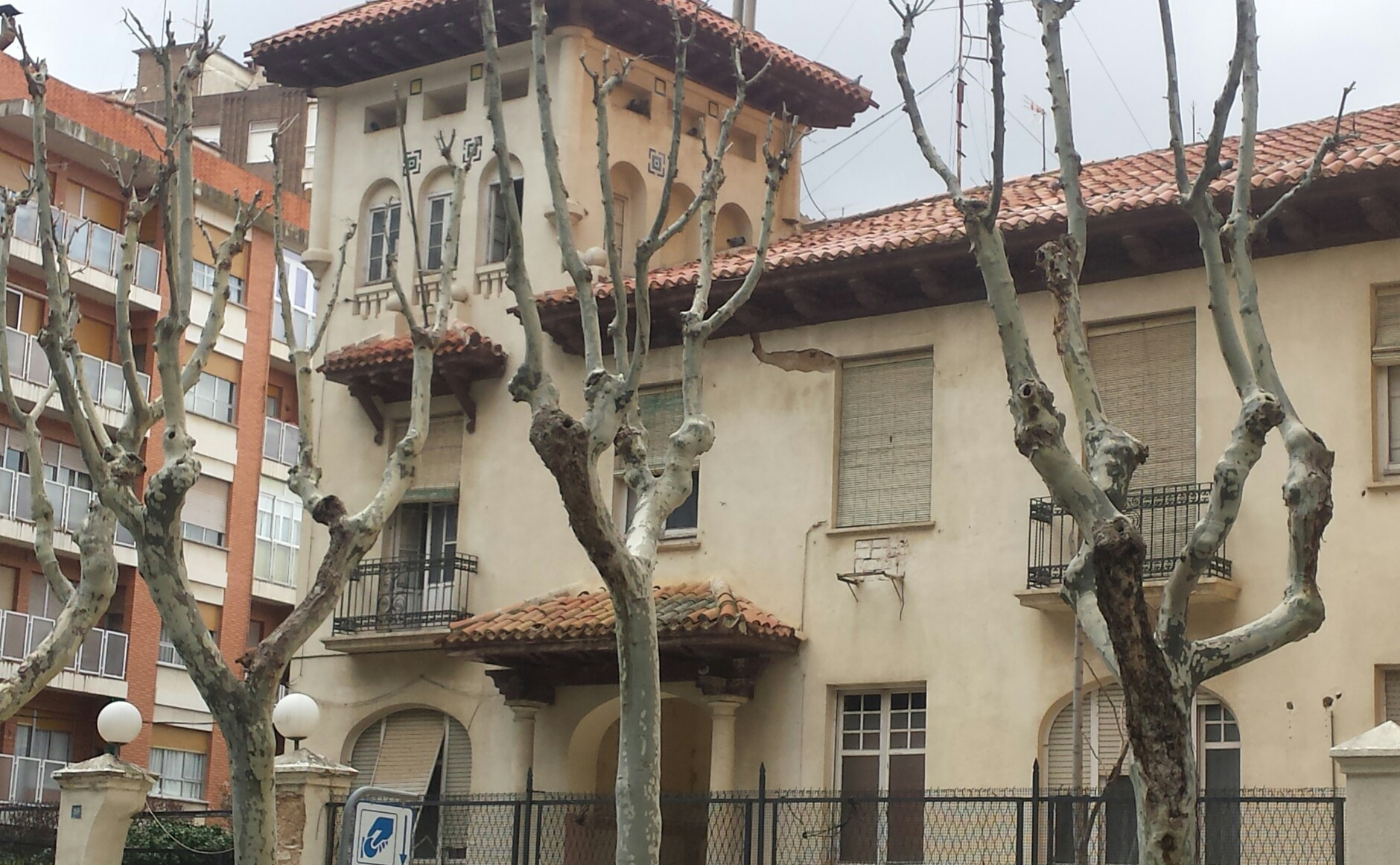
Antigua Comisaría de Simón Abril (1929)

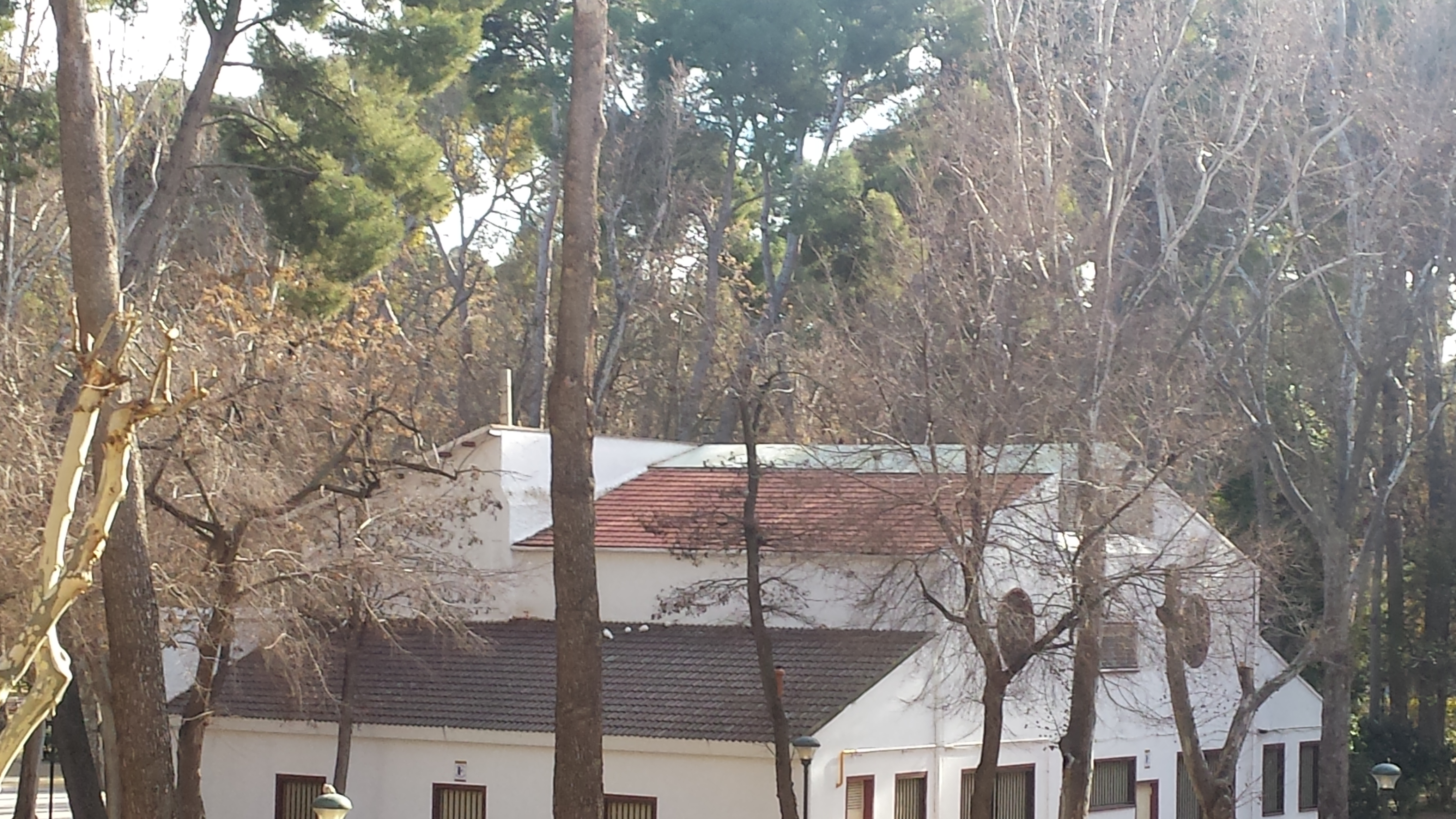
Chalet Buenos Aires (1924)

Originariamente llevaba el nombre de paseo de la Confianza. A lo largo de esta vía se encuentran numerosos lugares de interés como el parque Abelardo Sánchez, que, con 120 000 m², es el parque urbano más grande de la ciudad; la céntrica plaza de Gabriel Lodares; El Ejecutivo, escultura de Arturo Martínez inaugurada en 2002; el chalet construido por el prestigioso arquitecto Daniel Rubio con proyecto de 24 de abril de 1916, situado en la esquina con la calle Pérez Galdós; la Antigua Comisaría de Simón Abril, hasta 2007 sede de la Policía Nacional en Albacete, situada en la esquina con la calle María Marín, un emblemático edificio construido en 1929 obra del arquitecto Francisco Fernández Molina, del que destaca su singular torre, los alféizares primorosos, los montantes exquisitamente originales, los parteluces de la galería de arquillos, los canecillos que se segregan del palomar de la torre, las rejerías y la carpintería; el antiguo Chalet Buenos Aires, construido en 1924, que en 1957 se convirtió en el colegio público San Fernando, función que sigue realizando; la Biblioteca del Parque, o la sede de la Consejería de Bienestar Social de la Junta de Comunidades de Castilla-La Mancha.